# Belleville (Illinois)
Belleville  è una città degli Stati Uniti d'America, capoluogo della Contea di St. Clair nello Stato dell'Illinois.
Al censimento del 2000 possedeva una popolazione di 41 410 abitanti, passati a 44 478 nel 2010. La città è stata fondata nel 1814.